# Viggianello (Italia)
Viggianello è un comune italiano di 2 594 abitanti della provincia di Potenza in Basilicata, situato ai piedi del massiccio del Pollino, nella valle del Mercure.

## Storia
Le prime testimonianze parlano di un Castrum Byanelli, presidio romano sulla Via Appia. Il toponimo deriva infatti dal possessivo gentilizio romano Vibianus, diminutivo di Vibius.
Nella "Bolla di Alfano", arcivescovo di Salerno, del 1079 si trova per la prima volta il toponimo Vineanellum. Dalla stessa si apprende anche che Viggianello faceva parte della Diocesi di Policastro, oggi Policastro Bussentino (frazione di Santa Marina). Il toponimo Vinea-nellum starebbe ad indicare la particolare dedizione del terreno agricolo viggianellese caratterizzato, all'epoca, dalla mancanza di vigne.
Un documento greco del 1132 riporta il toponimo Bigianitu. Dal registro della cancelleria angioina (anni 1278 - 79) è riportato il toponimo Byanelli. Ma già in tempi di dominazione aragonese, documenti del 1483 e del 1494 riportano il nome Viggianello. Dal XII al XV secolo si può così ricostruire la trasformazione graduale del nome, secondo questa probabile successione: Byanellum, Byanelli, "Vincianelli", "Vingianello", "Viggianello".
Le origini del paese sono poco chiare. Fonti parlano di primi insediamenti forse di monaci basiliani risalenti al XIX secolo: l'Eparchia monastica del Mercurion vi promosse un incisivo processo di antropizzazione ed evangelizzazione le cui testimonianze — cappelle ipogee e laure eremitiche — sono tuttora presenti sul territorio comunale. Ma l'origine storica è sicuramente da ricercare nei secoli precedenti.
Altre fonti, infatti, assicurano che sia stato fondato da profughi in conseguenza della distruzione di Sibari o ai torbidi della seconda guerra punica divenendo, secondo Tito Livio, roccaforte romana sulla via Popilia. 

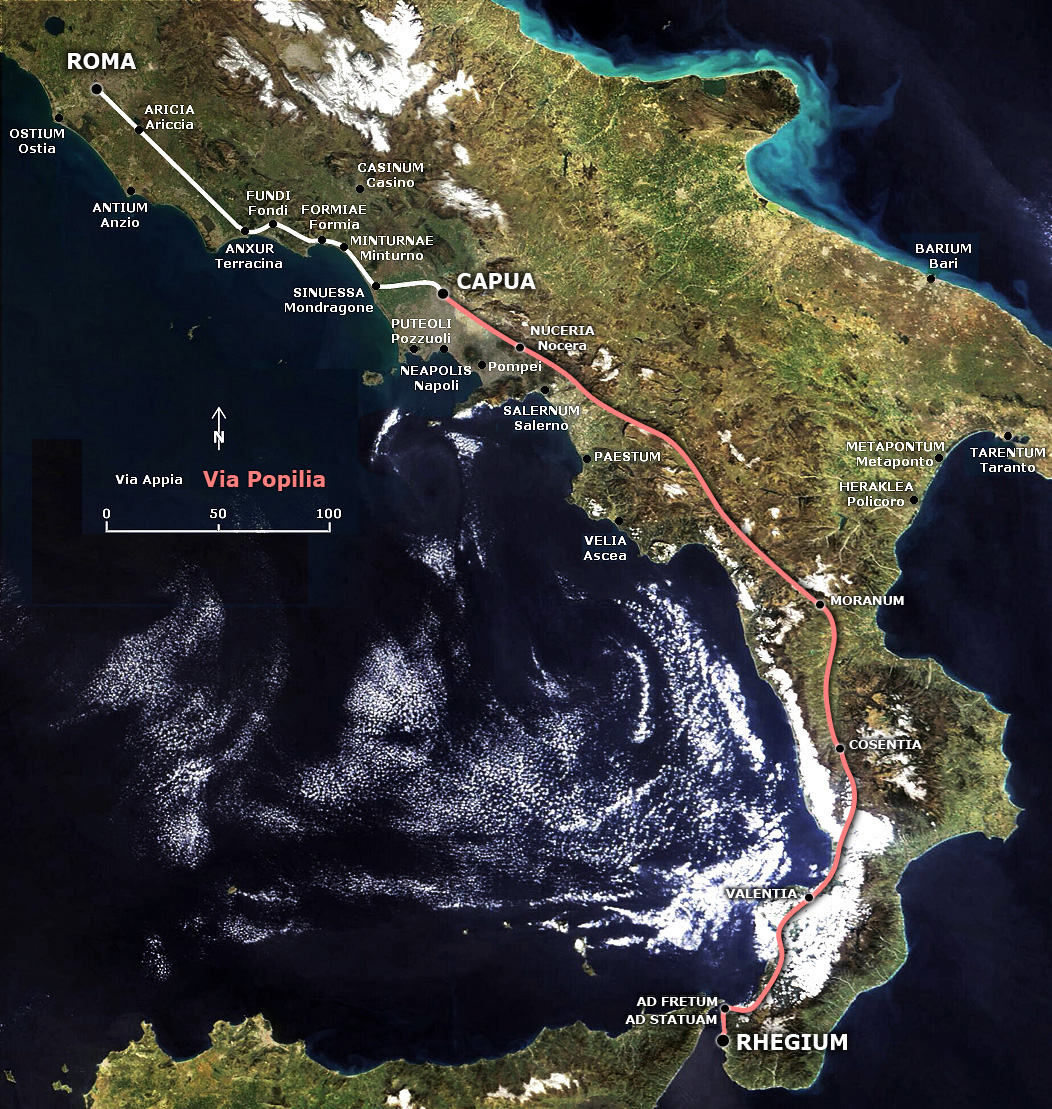
La via Popilia

Questa è una ricostruzione storica avallata dalla presenza su tutta l'area agricola della "Spidarea" e della Serra di ritrovamenti di insediamenti abitativi di piccola-media dimensione (non accertati).Da dicerie locali risulta essere quello il luogo in cui sorgeva in passato il "paese" distrutto da un "diluvio".
Anche la Geografia di Tolomeo riporta un insediamento preromano nel territorio viggianellese di probabile origine greco-achea. La presenza umana sul territorio si consolida con l'arrivo dei Romani. I nuovi conquistatori realizzarono sul colle dell'attuale Viggianello, proprio dove più tardi sarà edificato il castello, un castrum con funzione di contenimento e sbarramento delle popolazioni lucane che si apprestavano a conquistare l'area. I Lucani, giunti dal Sannio, approdarono presto anche nella Valle del Mercure mettendo in crisi che in quei luoghi si era accasato.
Ai Romani subentrarono i Longobardi ed i Bizantini. Il colle viggianellese da sede di castrum diventa kastrion, ovvero luogo fortificato abitato da agricoltori. Avanzi del kastrion bizantino si notano nel rione Cella e Ravita. La presenza bizantina è attestata anche da numerose laure eremitiche abitate dai monaci basiliani e da numerosi ruderi di antiche chiese e conventi.
Con i Normanni comincia a consolidarsi l'insediamento sulla collina di Viggianello grazie alla creazione della roccaforte con torre quadrata (tipica dell'architettura aragonese) e della chiesa del castello dedicata a San Nicola (di cui restano oggi solo pochi ruderi). Viggianello rientra nei possedimenti della principessa Amabile, figlia di Roberto il Guiscardo e moglie di Guglielmo di Grandemasilio, per poi passare alla famiglia feudale Chiaromonte che teneva nel feudo pedemontano suoi vassalli e soldati.
Successivamente Carlo d'Angiò donò il Castrum Byanelli a Goffredo Sarzin, suo cancelliere e ciambellano. Da Sarzin passò alla figlia Isabella di cui questa fu, però, presto privata. Nuovo feudatario di Viggianello diventò Roberto de Altricia (Roberto Autriasche). In età angioina Viggianello divenne luogo di asilo degli abitanti della Valle dell'alto Mercure. Gli Svevi consolidarono la roccaforte che assunse le sembianze dei tipici manieri federiciani. Dal XV secolo Viggianello è feudo della nobile famiglia dei Sanseverino, principi di Bisignano.Con gli Aragonesi inizia una fase negativa per il centro lucano, infeudato alla famiglia Bozzuto, la più avida del casato aragonese.
Nel XV secolo la fortezza di Viggianello fu espugnata dal Gran Capitano Consalvo de Cordoba e riannessa ai possedimenti che la monarchia di Spagna vantava in Italia.
Il centro storico è costellato da numerosi nuclei abitati di diverse dimensioni, una tipologia di insediamento anomala, che caratterizza ancor oggi questo territorio, peraltro storicamente sempre documentata, come attestano alcune carte del 1797.
Durante il breve governo della Repubblica Napoletana del 1799, quando il comune era menzionato col nome di Aviglionello, rientrò nell'ordinamento amministrativo del dipartimento del Crati e, a livello più strettamente locale, del cantone di Lauria. La dinastia borbonica del Regno di Napoli, ritornata al potere, cadde nuovamente pochi anni dopo e Viggianello si organizzò in comune nel 1808 secondo i nuovi emendamenti francesi; partecipò, poi, attivamente alle fasi dell'unità d'Italia. In particolare queste terre furono teatro di scontro fra briganti ed esercito piemontese: l'oralità conserva ancora gesta ed aneddoti di uccisioni, razzie, battaglie e imboscate.

### Simboli
Lo stemma e il gonfalone sono stati concessi con decreto del presidente della Repubblica del 17 gennaio 2000.
Il gonfalone è un drappo di giallo.

## Monumenti e luoghi d'interesse

### Le chiese ed i monasteri

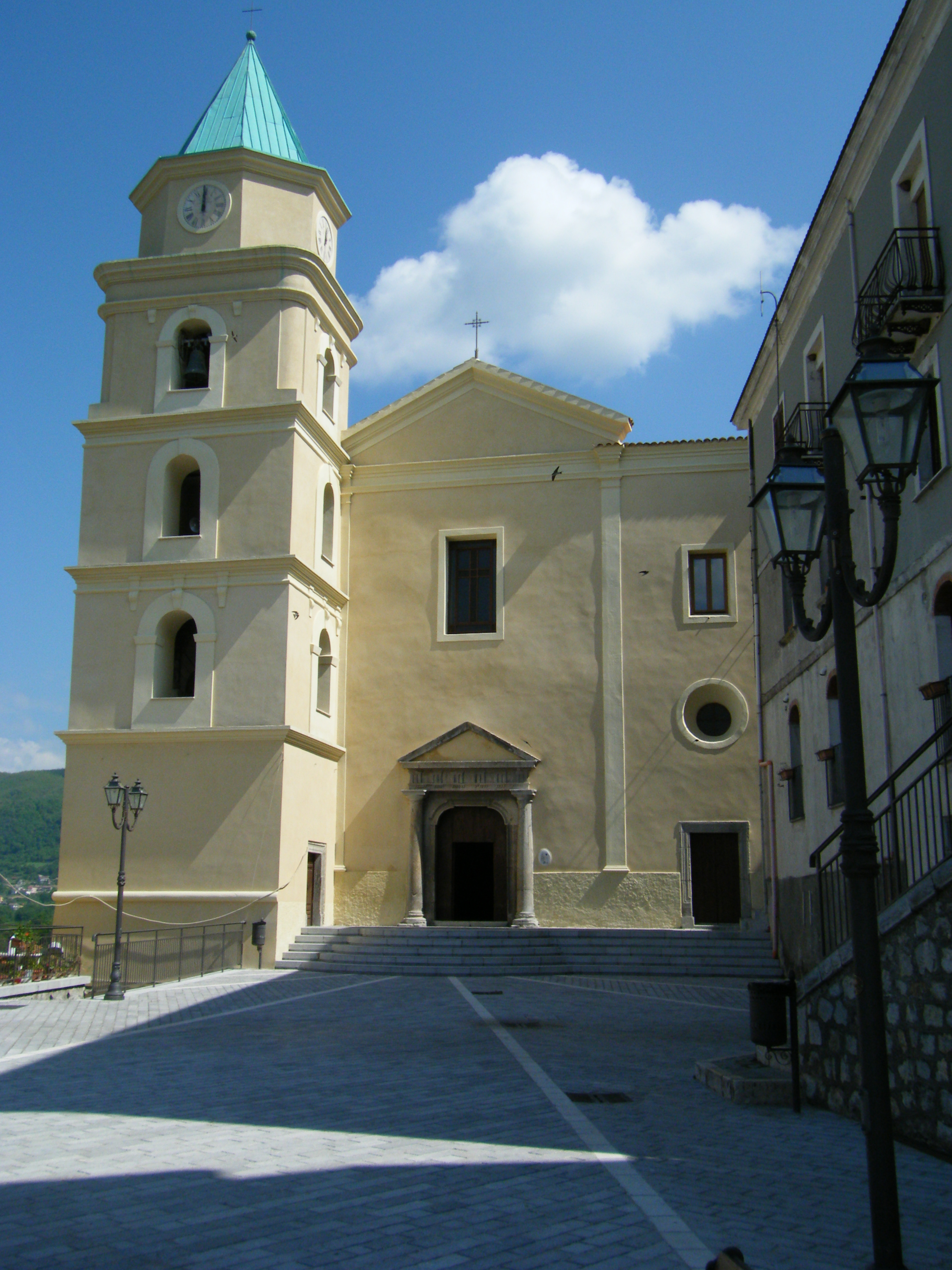
Chiesa Madre di Santa Caterina d'Alessandria

Oltre alle numerose chiesette di campagna edificate in epoca bizantina nei diversi villaggi agricoli, si può affermare che la più antica chiesa di Viggianello, era collocata nei pressi del castello, di origine bizantina o normanna. Era dedicata a San Nicola e da qualche decennio è in rovina. Conserva tracce degli antichi affreschi.
La cappella di San Sebastiano, di origine bizantina e ristrutturata nel XV secolo ospita una preziosa statua lignea dedicata al Beato Stefano Seno.
Nei pressi si trova il Calvario, opera in pietra locale, del 1611. La cappella della Santissima Trinità conserva una cupola tipica dell'architettura bizantina-basiliana. Divenne confraternita e sede di ospedale nel XV secolo. Ancora conserva tracce di affreschi.
La Chiesa di san Francesco da Paola è l'unica che ancora conserva la sua esposizione est-ovest presente in tutte le chiese bizantine.

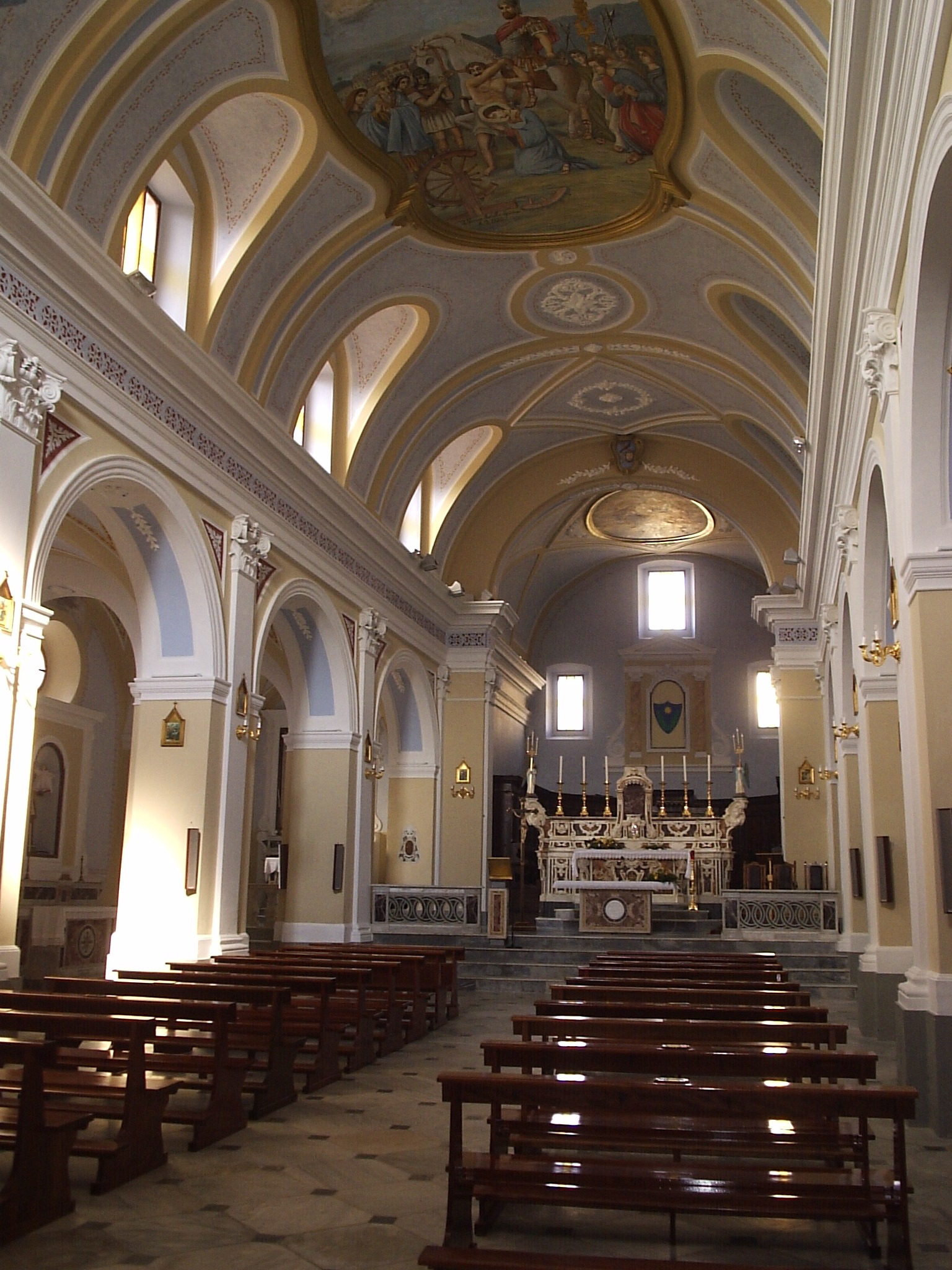
Interno Chiesa Madre

La chiesa madre di Santa Caterina d'Alessandria anch'essa di origine bizantina ma ampliata o, probabilmente, ricostruita ex novo sotto la baronia dei Bronzuto (1634). Conserva numerose opere (tele del Seicento e Settecento, fonte battesimale in alabastro del Cinquecento, altare in marmo da attribuire allo scultore Palmieri del XVIII secolo, acquasantiere in marmo bianco del XIX secolo, un ciclo di affreschi di Alfonso Metallo, uno organo a canne del 1880, un coro ligneo del Seicento, una Madonna in pietra del Cinquecento, la statua della Santa patrona in legno di epoca rinascimentale o precedente), una reliquia della santa di Alessandria e una cripta dove si trovano, tra le tante sepolture, tre preti mummificati seduti su una panca e ricoperti di paramenti sacri d'oro.
Il convento di Sant'Antonio in località "Pantana" del XVI secolo costruito dai padri di Collereto su autorizzazione del barone di Viggianello Giovanni Giacomo Sanseverino, conte della Saponara. Rifatto nel XVII secolo.Conserva una bellissima scultura in marmo bianco della madonna con bambino, realizzata dal Bernini, sul cui basamento si trovano incise le parole Virgine deipara patrona V.lli ovvero "Vergine madre di Dio patrona di Viggianello".
La chiesa di Santa Maria della Grotta con portale in pietra bianca del Rinascimento. La cappella dell'Assunta voluta dai principi Sanseverino nel XV secolo che conservava fino a qualche anno fa l'originale pavimento in cotto del Cinquecento. Nel territorio sono sparsi ruderi di monasteri basiliani, distrutti dall'esercito e dalle leggi di Napoleone, ancora non identificati con precisione. In particolare, il Pedio conferma la presenza nel territorio viggianellese del monastero di San Pasquale, sito in località Prastio; mentre si pensa alla presenza di un monastero basiliano fortificato nel luogo dove, poi, i normanni costruirono il castello.
Infine, in località "Zarafa" ancora si conservano i ruderi dell'abbazia di Santa Maria del Soccorso che ebbe grande importanza nel corso del XVIII secolo.

### Il Castello

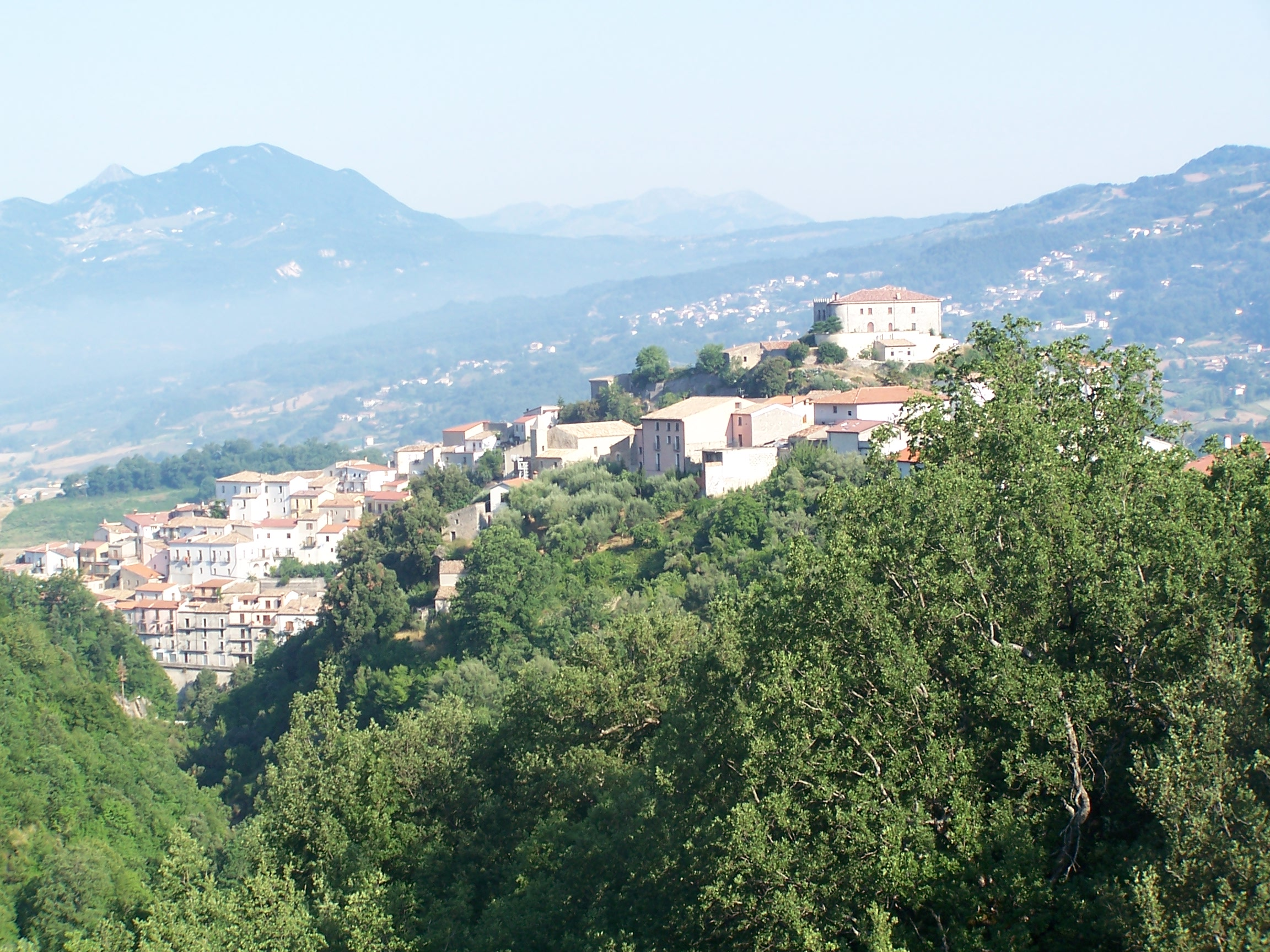
Il castello sorge nel punto più alto dell'abitato

Nel punto più alto dell'abitato di Viggianello sorge il Castello. Il primo insediamento fortificato risale al periodo romano con la costruzione di un castrum a controllo della valle sottostante e delle numerose arterie viarie che si incrociavano sul colle Serra e già utilizzate dagli achei. 
In seguito i bizantini ne fecero il centro amministrativo del kastrion che inglobava, entro solide mura, anche il borgo agricolo che si sviluppò tra i rioni "Cella" e "Ravita".
I normanni costruirono la solida torre a base quadrata e ripristinarono le mura di cinta del borgo di cui restano poche e sporadiche tracce. Gli Svevi ampliarono la struttura e l'abbellirono dei fregi tipici dell'arte federiciana.  
Sede di feudatario in età angioina ed aragonese, il mastio assunse notevoli dimensioni e divenne il centro militare ed amministrativo di un vasto territorio. Fu espugnato nel XV secolo da Consalvo de Cordoba. Nel XVI secolo i principi Sanseverino trasformarono la fortezza in palazzo, cessate ormai le esigenze di difesa.
Si conserva l'antica cisterna ma non si hanno tracce del più volte citato passaggio segreto che attraverso le viscere del paese conduceva nel canale "Carella", permettendo ai castellani di mettersi in salvo nel caso in cui il castello venisse espugnato.
Entro le mura del castello si rifugiò il generale francese Grasson con la sua guarnigione nel 1806 inseguito dal brigante locale Muscariello a capo di una folta banda di filo-borbonici.

### Palazzi gentilizi
- Palazzo Caporale.

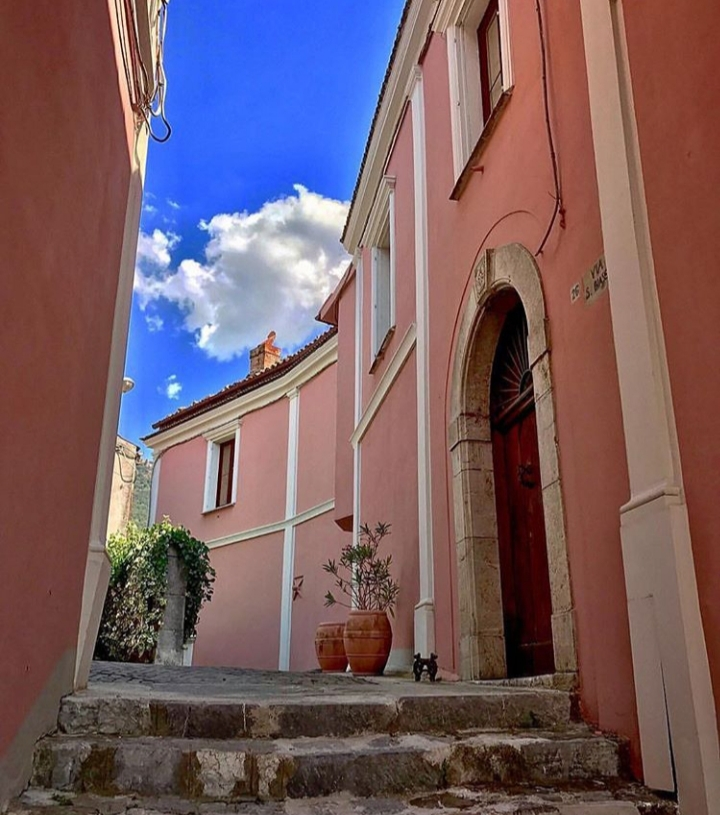
Facciata del Palazzo Caporale

 Situato nella zona alta del paese, il palazzo fu abitato dall'illustre medico Vincenzo Caporale e da sua moglie. Adibito oggi ad albergo, lo caratterizzano arredi d'epoca e un museo dedicato al dott. Caporale.
- Palazzo De Filpo.

Costruito alla fine del Settecento, il palazzo appartiene ad una delle famiglie che hanno più influenzato la vita economica e socio culturale di Viggianello. La famiglia De Filpo era una famiglia di ricchi proprietari terrieri. L'ultimo dei De Filpo che ha vissuto nel palazzo è stato Giuseppe De Filpo, figlio di Luigi De Filpo, deputato della Costituente nel Partito Comunista Italiano, e di Filomena De Rinaldis. Il palazzo è stato in parte restaurato e comprende, tra l'altro, una biblioteca e una cappella palatina.
- Palazzo Marino-Siniscalchi.

Antichissima ed assai nobile famiglia originaria di Genova, ove godette la primaria carica della Repubblica, dal momento che il dogado Boemondo Marino ne fu console nel 1146. Un ramo di questa illustre famiglia risiedeva a Viggianello, nel palazzo appena sotto la chiesa madre di S. Caterina. I Marino abitarono a Viggianello fino alla metà degli anni sessanta, poi si trasferirono a Roma, dove ancora abitano. Il palazzo è stato venduto a privati e lo caratterizzano saloni in stile barocco, numerose sculture in pietra del Settecento e il sontuoso portale in pietra con lo stemma nobiliare della famiglia.

### Altri luoghi d'interesse
- Biblioteca Comunale F. Santoro, in Corso Senatore De Filpo.
- Chiesa Beata Maria Vergine del Carmelo, in Piazza San Francesco di Paola in contrada Gallizzi
- Tomba del Senatore del Regno d'Italia Vincenzo De Filpo (XIX secolo), in stile gotico.
- Il Calvario (1611), ricavato da un unico blocco di pietra.
- Vicoletti del centro storico, con caratteristiche piazzette.
- Fornace di epoca medievale, in località Piano la Pirara.
- Portali in pietra lavorata (XVIII secolo), nel centro storico.
- Ruderi degli antichi mulini ad .
- Sorgenti del fiume Mercure, in località "Mulino".
- Abbazia, in località "Zarafa".
- Laure eremitiche in località "Gavarro-Prantalato".
- Cappella di Sant'Onofrio, in località Sant'Onofrio;
- Area Faunistica dei Cervi.
- Orto Botanico nei pressi dell'Anfiteatro Mercurion.
- Cappella Maria SS Miracolosa in località "Torno"
- Cappella di S. Pasquale in località "Prastio".

### Fontane
- Fontana di Gioia (XIX secolo) situata nel rione San Francesco.
- Fontana di Marcaldo (XIX secolo) situata nel rione Marcaldo.
- Fontana Malita (XIX secolo), sull'antica strada romana Viggianello-Pedali.
- Fontana Acquaro (XIX secolo) situata nella contrada Prastio.

### Siti archeologici
Pur mancando campagne di scavo da parte della Sovrintendenza numerosi sono i siti interessati da rilevanze archeologiche. Grazie agli studi condotti dall'archeologa Paola Bottini, si può affermare che per il periodo di dominazione greca e romana vanno segnalate le località "Spidarea" e "Valle Laura", aree dense di reperti di superficie. Si possono notare numerosi frantumi di tegoloni usati per le tombe. Inoltre, si rinvengono cocci di anfore, vasi a figure rosse e piatti. Vi furono anche rinvenuti armi, armature e mura.
Altre aree interessate dalla dominazione magnogreca sono "Caloie", "Agropoli", "Serra". Zone interessate da ritrovamenti di età romana sono "Capiale" (dove era presente una villa), "Campo le Rose" (vi si rinvennero elmi ed armi) e "Valle Laura" (presenza di numerose ville sul territorio). Aree che conservano memorie bizantine, a ricordo della "Nuova Tebaide Mercuriana", sono le località Malita (laura), Capiale (gruppo di laure), Mulino (laure), i grutti i perna (laure), Valle Laura (laura), Prantalato (laure), rione Cella (avanzi delle mura di cinta del kastrion).
La popolazione si concentrava in nuclei abitativi ubicati a valle, ai piedi degli attuali insediamenti di Viggianello e Pedali, in prossimità dei corsi d'acqua che scaricano nel Mercure-Lao. Un tempio pagano dedicato al dio Mercurio, protettore dei poeti, si trovava presso le sorgenti del Mercure, in località Mulino-San Giovanni, dove fu rinvenuta una statuetta bronzea di Mercurio e della madre Maia.

## Società

### Evoluzione demografica
Come dimostrano i dati statistici, la popolazione viggianellese è in costante calo.
Viggianello ha raggiunto il suo massimo storico negli anni sessanta quando la maggior parte della popolazione risiedeva nel centro storico e nella contrada Pedali ed era dedita ad attività commerciali, artigianali, agricole, zootecniche. Numerosi erano i liberi professionisti (avvocati, medici, notai, politici, ecclesiastici). Negli anni successivi un'inesorabile flusso migratorio verso le principali città del centro-nord Italia e all'estero (Svizzera, Germania e Argentina soprattutto) ha dimezzato la popolazione residente che, attualmente, non supera i 3 000 abitanti.
Abitanti censiti

### Tradizioni e folclore

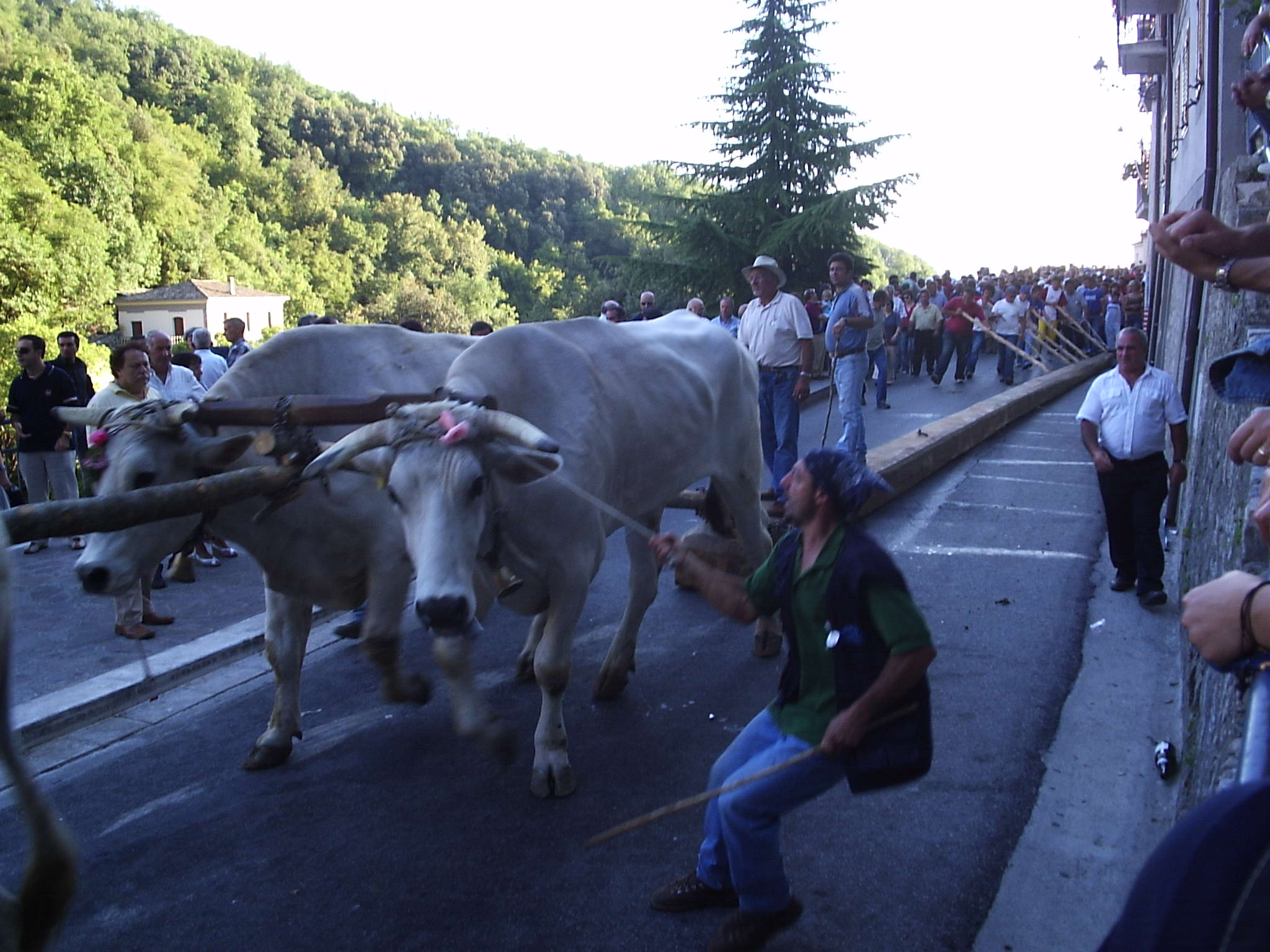
Sagra della "Pitu"

- Festeggiamenti in onore di San Francesco di Paola. La prima settimana dopo la Pasqua e l'ultimo fine settimana di agosto. La festa, con i complessi e riti arborei, rappresenta un unicum nel ventaglio delle tradizioni orali del Mezzogiorno[senza fonte]. Nei boschi del Massiccio del Pollino e nella montagna di 'basso' di Viggianello vengono abbattuti gli alberi (pitu e rocca) destinati al trasporto con i buoi in paese. Prima del trasporto, gli animali (paricchi) ed i bovari (gualani) vengono benedetti sul sagrato della chiesa, in ossequio alla sacralità dei gesti che si consumano durante l'intero rito. Al giovedì avviene l'abbattimento degli alberi, al venerdì quello della rocca (l'abete), che è poi l'elemento "femminile" posto in cima alla cuccagna, al sabato avviene il faticoso trascinamento degli alberi da parte dei buoi in paese. Queste giornate sono scandite da pernottamenti in montagna, balli, canti e musiche tradizionali al suono di organetto, fisarmonica e zampogna. La domenica è dedicata all'innalzamento della cuccagna in piazza e alla processione religiosa che fa da cornice al rituale pagano. Miracoli e fatti straordinari sono legati alle spesso pericolose operazioni di taglio e innalzamento della cuccagna, sempre a mano e con l'aiuto dei buoi (animali cari al santo), come la tradizione vuole. Riti simili si svolgono in Portogallo. Questo dimostrerebbe che non è improbabile che furono i conquistatori spagnoli, nel corso del XVI secolo, ad importare questa tradizione nel centro cittadino.
- Madonna del Carmine. La terza domenica di agosto. È legata ai raccolti, in particolare a quelli del grano, e alla fertilità dei campi. In omaggio alla Madonna, i fedeli offrono i cirii, dei covoni in legno ricoperti di grano, alcuni decorati con nastri colorati (che ricordano il corredo dei tarantolati di Galatina), alcuni di grosse dimensioni a cui si appendono animali di allevamento (galline, conigli, ecc.). Rimane ancora intatto, durante il percorso dei cirii, lo strano rituale del ballo con la falce (una danza a carattere pantomimico, che risale a pratiche pre-cristiane legate al culto di Giunone), e l'asta dei doni con il vecchio imbonitore in piazza (questua).
- Processione del venerdì Santo. La via crucis viene riproposta ogni anno in tutta la sua drammaticità e purezza. A rendere più intenso questo particolare momento liturgico contribuiscono alcune pratiche devozionali legate ai canti in polifonia al Calvario ("pianti" o "lamenti"), a crisi di cordoglio non controllate durante il racconto della Passione o nei "lamenti", alla gestualità rituale, soprattutto da parte delle donne, nel piangere il Cristo. I testi in dialetto sulla Passione, con riferimenti al dramma sacro e al dolore umano, all'autoidentificazione della donna che piange in Maria Addolorata, alla teatralizzazione degli eventi sia nel canto che nella mimica gestuale (la mano in faccia, lacrime vere, lutto, ipnosi collettiva, ecc.). Suggestiva la messa in scena della Via Crucis Vivente, interpretata dai giovani del luogo.

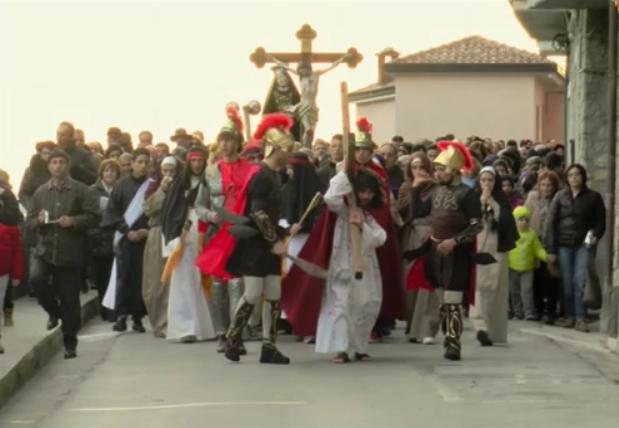
Via Crucis vivente

- Pellegrinaggio alla Madonna dell'Alto. Santuario della Madonna dell'Alto-Centro Storico, l'ultima domenica di maggio e la prima domenica di settembre. Un semplice gesto di devozione popolare fatto di preghiere e canti che si carica di fatica e arditezza per il lungo e ripido percorso che congiunge il centro storico al Santuario (circa 15 km). A maggio, la Madonna sale al monte dove resta per tre mesi, fino a settembre, per poi essere riportata nella Chiesa di San Francesco da Paola in paese. La chiesa della Madonna dell'Alto (1775) sorge a circa 900 m s.l.m., con la porta rivolta le cime e il silenzio dei monti del Pollino.

### Asociacion de Viggianello en Buenos Aires

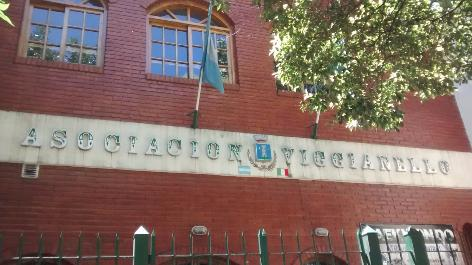
Sede Asociacion de Viggianello a Buenos Aires

A Buenos Aires, presso il Barrio de Abasto, è stata creata un'associazione che riunisce i tanti emigrati Viggianellesi residenti nella capitale Argentina. L'associazione rappresenta un importante centro di incontro per tutta la comunità Viggianellese di Buenos Aires, favorendo socializzazione ed associazionismo attivo tra gli immigrati e la salvaguardia del patrimonio culturale del paese di origine.

## Cultura

### Cucina

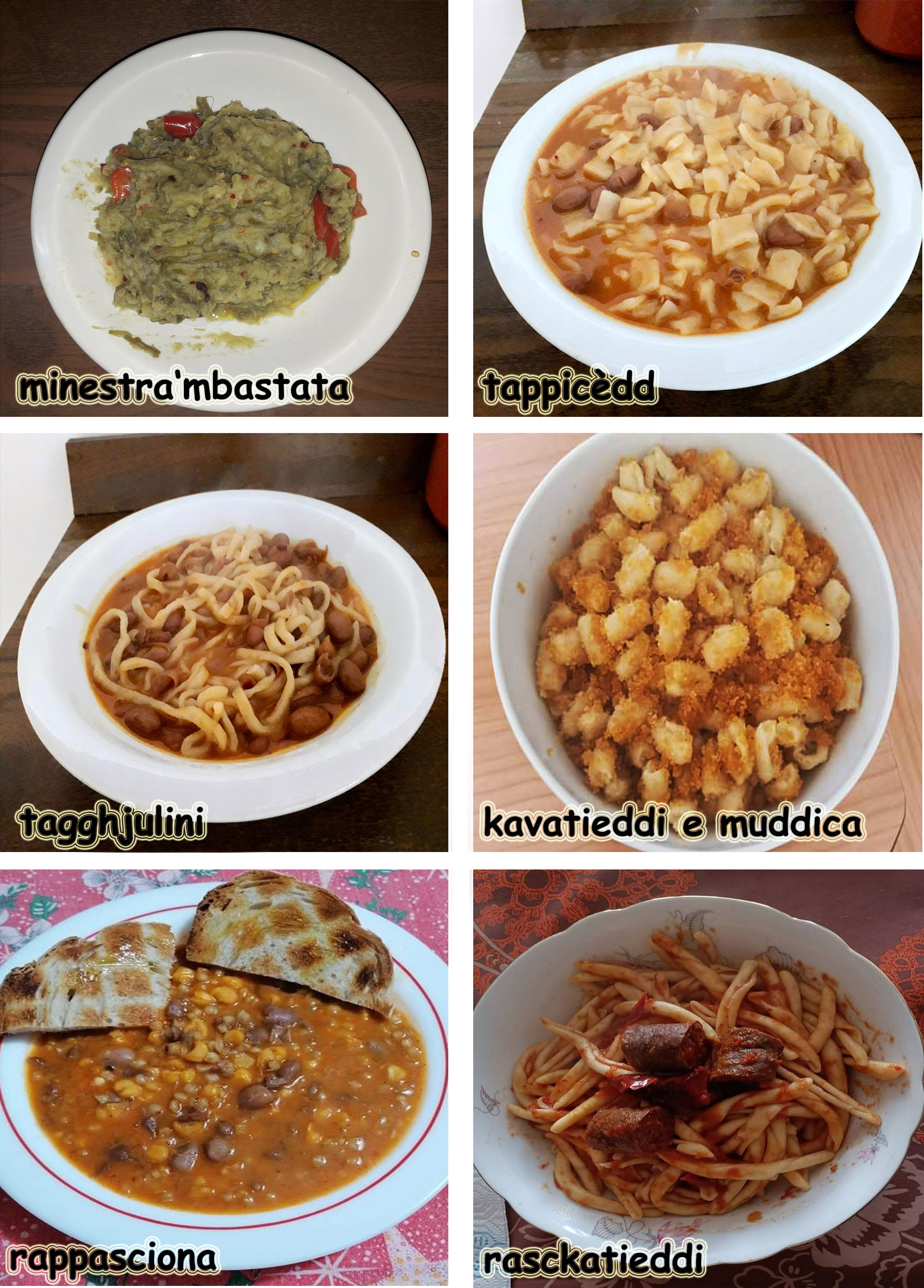
Piatti tipici Viggianellesi

I piatti tipici di Viggianello sono legati alla sua storia e tradizione. Grano, peperoni, patate, fave, pomodori, ceci, mais e ortaggi vari sono i prodotti della terra. L'allevamento di bovini, ovini, suini e caprini, produce carni e formaggi come il pecorino, il padraccio e la ricotta.
Il sottobosco offre fragoline, che secondo la tradizione vengono lavorate per confezionare marmellate e liquori artigianali.
I funghi possono essere consumati freschi, oppure essiccati e conservarti, al naturale o sottolio.
Le tradizioni gastronomiche viggianellesi sono collegate ai cicli stagionali della vegetazione.
Tra i primi più preparati troviamo:
- i Rasckatìeddi (fusilli), i Kavatìeddi (gnocchetti), frascàtula (polenta),
- la Minestra ‘mbastata (minestra “impastata” con patate e verdure di stagione),
- la Rappasciona (misto di cereali e legumi),
- i Rafajùoli (ravioli), Tagghjulìni ku làtt (tagliolini con il latte), Tappicèdd ku i fasuli (pasta- quadrucci- con fagioli), Pàsta ku a muddica di pàn (pasta con la mollica di pane).
- i "Laganedd" (Lasagne)
- i "Lagan e Fasuli" (lasagne con fagioli);

I secondi tipici della tavola viggianellese sono:
- la Brasciòla (involtini di carne di maiale), A scòrza du pùorcu (cotica di maiale),
- la Frittata ku zzafaràni e sauzìzzu (frittata con peperoni e uova salsiccia), Ciambotta (peperonata), Rummulèddi (polpette).
- "L'ainu chi patan" (agnello con le patate)
- "Trippa chi Fasuli" (trippa e fagioli)
- "Pittinedde du puorcu " (costolette di maiale)
- la "Iotta" (brodaglia di verdure, avanzi del pranzo e caniglia)

I dolci a Viggianello sono semplici e poco elaborati, preparati per la maggior parte con farina e uova. I dolci più tradizionali sono:
- i Cannarìculi, Sanguinàcciu o Timbàgnu (sanguinaccio), ciciràta (struffoli),
- le crispedde (crespelle), currìeddu (dolce pasquale), rosecatàrr (chiacchiere).

### Eventi

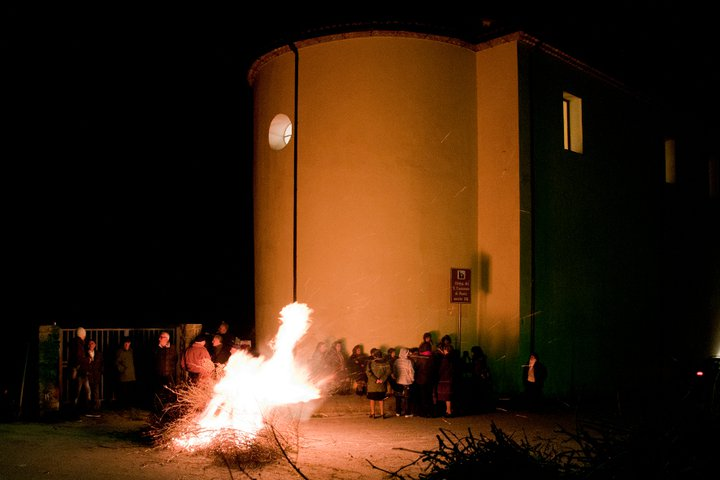
Falò in onore di San Giuseppe

Antica tradizione del borgo è la sagra dei falò. Il 19 marzo ed il 2 aprile vengono bruciate nelle piazze del centro storico e delle frazioni le "fascine", in segno di buon auspicio e di augurio di una primavera propizia e feconda ( I falò nel centro storico vengono chiamati "i Fagùni", mentre nella zona di Pedali "i Focalazzi" ).
Il 25 novembre si svolge la fiera di Santa Caterina di Alessandria, patrona del paese. Questa fiera è di antichissime origini e molto probabilmente già in uso al tempo del monachesimo basiliano (XIX secolo).

## Geografia antropica

### Rioni
I rioni in cui si suddivide la popolazione sono:
- Ravita, edificato dai saraceni alla fine del X secolo. Si sviluppa nella parte inferiore del colle viggianellese, in prossimità della Canalea dove si incontrano i torrenti Lavona e Tofile. Presenta una struttura tipica degli insediamenti arabi con un reticolo intricato di viuzze e slarghi.

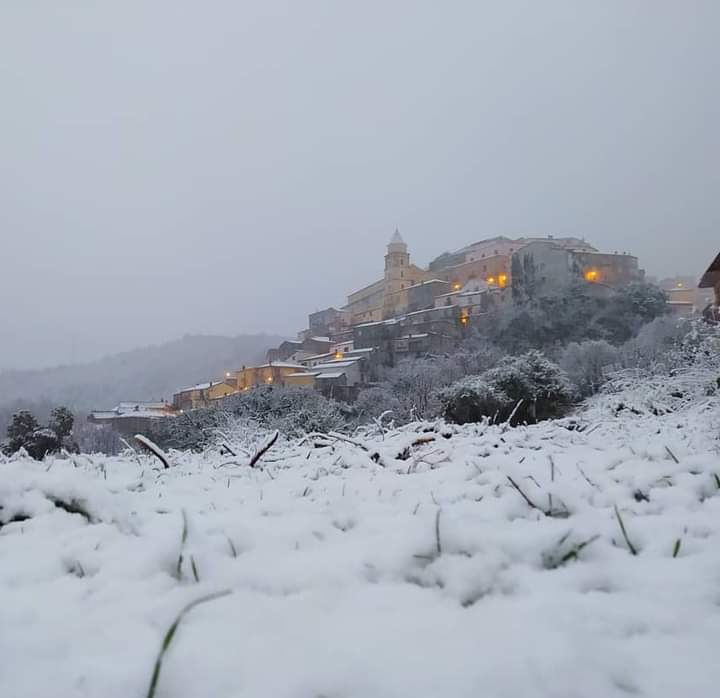
Rione Ravita innevato

- Ponte Castello, noto anche come Voticastieddu. È collocato ai piedi del castello lungo la strada che porta alla piazza Assunta. Qui si insediarono i notabili normanni e angioini.
- Cedda, le fondamenta risalgono al dominio bizantino. Si sviluppa in prossimità della Chiesa Madre.
- Chiazz, comprende piazza Umberto I e scesa piazza.
- Nanz'a Madonna, antico nucleo abitativo che si sviluppa in prossimità della cappella dell'Assunta.
- Curuvaru, il Corvaro si sviluppa a partire dal Cinquecento tra la cappella di Santa Maria della Grotta e il corso De Filpo.
- Cuozzo (il colle), rione incastonato tra via Roma e via Marcaldo. Ha inizio da piazzetta dell'Assunta e termina sotto le mura del castello. È attraversato da via Marconi.
- Chiano Pagghiaro, così denominato perché anticamente vi erano molti magazzini per la raccolta della paglia, appunto pagliai. Oggi è denominato rione San Francesco, dalla chiesa del Santo di Paola. Popolato a partire dal cinquecento.
- Corso De Filpo, rappresenta il centro del paese. Si sviluppa lungo il corso aperto nel 1900 e su di esso si affaccia l'imponente palazzo De Filpo e il Municipio.
- San Sebastiano, in origine le abitazioni si trovavano nelle vicinanze della chiesa di San Sebastiano, lungo un'antica mulattiera.
- Staccato, si sviluppa lungo via Roma e vi si trova il vecchio edificio scolastico.
- Parapillatto-Rione Nuovo, moderno rione residenziale sviluppatosi in prossimità di antichi mulini ad acqua. È attraversato dal Viale Unità d'Italia.
- Carella, comprende tutta l'area della villa comunale e dell'anfiteatro. Conserva il ponte d'accesso al centro storico realizzato in epoca fascista.
- Timpone, collocato al margine della Ravita ed è attraversato dalla vecchia provinciale che porta a Pedali.
- Spina Santa, tra via Roma e il Corso De Filpo.
- Santa Barbara, incastonato tra il municipio e via Marconi. Prende il nome dalla cappella dedicata alla martire dell'Asia Minore.
- Immacolata Concezione, piccolo rione tra la piazza Umberto I e la Ravita. Buona parte del rione è occupata dal vasto complesso immobiliare di Palazzo Marino.
- Marcaldo, moderno rione il cui toponimo è di origine longobarda.
- Calvario, piccola area residenziale collocata in prossimità del cimitero.
- Suppuorto, è situato vicino al rione Ravita.
- San Giovanni-Capiale, piccolo sobborgo situato lungo l'antica strada che porta alle sorgenti del Mercure.
- Anzoleconte, sobborgo sorto recentemente lungo la strada per Pedali. In esso si trovano le scuole, la sede del 118, gli ambulatori medici e numerose attività commerciali.

## Economia
L'agricoltura produce olive, uva, cereali e frutta, sviluppato è l'allevamento caprino, suino e bovino.
L'industria come in tutta la zona è poco sviluppata anche se è presente uno stabilimento per l'imbottigliamento delle acque minerali della società veneta San Benedetto.
Tra le attività più tradizionali vi sono quelle artigianali, legate alla cultura contadina e pastorale. Queste attività si distinguono per la lavorazione del legno finalizzata sia alla produzione di mobili sia di oggetti casalinghi, oltreché per l'intaglio a fini artistici.

### Turismo
Viggianello ha fatto parte dell'associazione I borghi più belli d'Italia..

## Infrastrutture e trasporti
Il comune è attraversato dalla Strada Provinciale n.4 del Pollino.

## Sport
Ha avuto sede nel comune la società di calcio A.S.D. Castrum Viggianello, che ha militato nel campionato lucano di seconda categoria
La squadra di calcio a 5 è la A.S.D. Castrum Viggianello .